# Filosofia africana
La Filosofia africana può essere intesa come l'interpretazione della realtà che gli africani forniscono per rispondere alle grandi domande che l'Uomo si pone. Non si può tuttavia tracciare una storia della filosofia africana, parallela o paragonabile a quella occidentale. In Africa infatti la riflessione filosofica non ha assunto, per lo più, le caratteristiche di un pensiero sistematico. Vi sono una miriade di approcci alla questione del senso dell'esistenza. Non si può dimenticare che l'Africa è un continente, con migliaia di etnie – e quindi di culture – diverse. I tentativi di interpretare la realtà sono altrettanto variegati. Si può però trovare una comunanza di idee, alcuni punti che sembrano essere condivisi da tutte le culture dell'Africa Subsahariana, e che quindi possono fornirci la base di una filosofia africana.

## Cosmologia
Tutte le culture africane presentano dei miti della creazione (cosmogonia), che portano ad una comprensione dell'Universo (cosmologia). Le spiegazioni offerte sono molte, ma i punti in comune ci dicono come l'Africano veda l'Universo diviso in due: da una parte la realtà tangibile, dall'altra la realtà spirituale (o realtà che dà la vita). Queste due realtà sono speculari. Se una delle due non è in equilibrio, la corrispondente è anch'essa squilibrata. Da qui la necessità di agire nel mondo in modo tale di mantenere l'equilibrio fra le due realtà. Non c'è un tentativo di arrivare all'unità fra queste due realtà, alla comunione (Uni-verso), ma piuttosto la lotta continua per mantenere l'armonia. Da qui il bisogno di conoscere le realtà spirituali (ruolo dello sciamano, dell'uomo della medicina) e delle modalità (riti) per ricostituire l'equilibrio.

## Dio
Dio è uno, creatore e giudice. Dio è anche in relazione con l'Uomo. Ogni cultura ha un modo diverso di capire la natura di questo rapporto. Per alcuni è estremamente negativo: Dio è lontano, può fare del male alle persone. Conviene quindi tenerlo a distanza e non provocarlo (cultura long'arim del Sud Sudan). Per altri Dio è un compagno, un amico che cammina in fianco all'uomo e a cui ci si può affidare (cultura masai del Kenya e Tanzania). Tra questi due estremi vi è una notevole varietà di posizioni. Dio non guida il mondo da solo. Presso di lui esiste una corte, formata da spiriti che possono essere buoni o malvagi. Essi sono creature di Dio, ma spirituali. Gli spiriti possono sia assistere l'Uomo che ostacolarlo. Esistono inoltre gli antenati, che essendo ‘morti viventi’ possono interagire con le due realtà e fungere da medium tra Dio e l'Uomo. Le culture africane sono solitamente monoteiste. Esistono si dei minori, ma si tratta spesso di spiriti non completamente divini, chiamati dio per mancanza di termini più precisi. Ad esempio, presso i kamba del Kenya, la gente parla della dea Mugambi, che vive nelle acque e che le anima. Esiste una persona incaricata di questo culto che si riferisce a Mugambi come una dea. Chiedendo però di approfondire il tema, la spiegazione data è quella che Mugambi è stata incaricata da Dio di proteggere le acque. Si tratta quindi di uno spirito inferiore a Dio e che a lui risponde. Diverso è il discorso per le culture dove vige il culto del vudù. Presso queste culture oltre al monoteismo, si trovano anche forme di politeismo. Sarebbe meglio dire che non è sempre chiaro se i diversi dei hanno identità separate, o se sono invece espressione plurime dello stesso Dio. Rimane comunque vero che la maggioranza delle culture africane riconosce un solo Dio quale essere supremo dell'Universo.

## Antenati
L'antenato, per essere tale, deve avere un rapporto di parentela diretta con la persona che lo venera. È quindi un membro della famiglia, che ha vissuto una vita ricca di soddisfazioni, moralmente ineccepibile, ed è morto in comunione con il clan e con Dio. Egli assume uno stato di superuomo, capace di intervenire nelle due sfere (tangibile e spirituale). L'antenato va dunque tenuto in considerazione tenendolo in vita con la memoria (si ricordano nome, storia, e le relazioni che aveva costituito tra i membri dell'etnia); con libagioni (sacrifici, offerte); offrendogli la possibilità di reincarnarsi (rispetto del totem del clan, sua presenza nelle possessioni spirituali). L'antenato è mediatore, vuole il bene, ma può anche essere geloso e colpire con il male. Per questo occorre mantenere il rapporto su di un piano di rispetto e amicizia. L'antenato va venerato, mai adorato. Solo Dio è degno di adorazione.

## L'Io
L'Africano è ego-centrico, e la sua cultura antropo-centrica. La persona non esiste, non è capita come tale, esiste l'Io. Con questo si intende dire che l'Africano non ha interesse verso l'astrazione del valore della persona, ma è invece interessato all'Io, il proprio e quello degli altri. L'essere umano è al centro della cultura, ma in modo diverso dalle culture occidentali. L'Africano ha un interesse avido per il proprio ruolo (status) all'interno della comunità. Cosa che lo porterà ad avere uno status analogo nel mondo spirituale. Egli vuole crescere in vita (lunghezza della vita), forza (fecondità, numero delle mogli e dei figli), potere politico (beni terreni, moralità che conduce al rispetto tra gli anziani). La donna di solito è esclusa da questa classifica e riflette lo status del marito. Lo status si ottiene mantenendo un comportamento accetto alla comunità. Rispondendo ai bisogni del gruppo, il singolo può migliorare la sua posizione sociale, e crescere nella considerazione che gli altri hanno di lui. La comunità pone quindi delle aspettative che vanno realizzate: la sopravvivenza – e quindi il bisogno di procurare i mezzi di sussistenza; la crescita numerica – e quindi il bisogno di generare con generosità; la difesa del territorio o la sua espansione – e quindi il bisogno di essere guerriero valoroso e indomito; il bisogno di una buona guida – e quindi l'assunzione di un ruolo di saggio che sa leggere gli eventi e li controlla. L'Africano è ego-centrico, ma non egoista. Il porre il proprio status – sempre in relazione alla comunità – al centro della propria vita e delle proprie azioni non vuol dire negare valori universali come l'amore, la disponibilità, la generosità, la solidarietà, ecc. Questi sono vissuti in maniera diversa dalle modalità proprie di altre culture occidentali e orientali, ma sono presenti e considerati importanti.

## Vitalogia
Negli ultimi anni, specialmente in campo cristiano, si è sviluppata una corrente filosofica che, basandosi sulle culture africane (specialmente Bantu) vuole offrire una nuova filosofia africana sviluppata sistematicamente. Questa corrente ha preso il nome di vitalogia, considerando che è illuminata dalla realtà spirituale, che dà vita. La vitalogia designa l'approccio africano al pensare umano, un approccio che si pone come analogo al concetto occidentale di filosofia, da cui però si distingue. L'esponente più importante e l'ideatore di questa corrente è Martin Nkafu Nkemnkia. Questo autore e pensatore africano sta tentando di categorizzare il pensiero africano e di permettere un salto di qualità che porti all'assunzione di valori ormai acquisiti dalla filosofia occidentale, come il valore della persona, e della capacità di astrazione, che permetterebbe un ulteriore approfondimento del pensiero africano.

## Filosofia contemporanea
Le indagini di Herta Nagl, svolte sul territorio africano, risalenti all'inizio degli anni Novanta, hanno rilevato, escludendo dal computo l'Egitto, la presenza sul continente di 83 centri universitari, di cui 31 solamente in Nigeria; la facoltà di filosofia non era nemmeno presente in tutti gli atenei, bensì solo in una parte di essi. La prima facoltà di filosofia (ad esclusione dell'Egitto e del Maghreb) è sorta in Nigeria nel 1974. Nel corso del XX secolo la filosofia è stata insegnata soprattutto nelle università del Nordafrica, oppure come materia annessa al corso di Teologia, nell'ambito delle università islamiche.
Ancora alla fine del XX secolo, le lingue ufficiali utilizzate durante i dibattiti ai convegni internazionali di filosofia ("Inter African Council for Philosophy" o "Africana Philosophy Conference") erano il francese e l'inglese.
I filosofi africani di maggior rilevanza attualmente sono: Kwasi Wiredu (Ghana) insegnante negli USA; Odera Oruka (Kenya) professore a Nairobi, Kwame Gyekye, Mourad Wahba (Egitto), docente alla facoltà del Cairo oltre a Dismas Masolo.

Kwasi Wiredu ha rintracciato, all'interno del continente africano, la presenza di una "filosofia implicita", costituita dall'insieme dei concetti metafisici-religiosi, da una parte della tradizione orale, dai proverbi, dall'etica e dalla morale africana.
Questi elementi, secondo Wiredu, sono ricorrenti in una grande parte dei modelli di pensiero, presenti nell'Africa subsahariana.
Paulin Hountondji, invece ha ribattezzato "etnofilosofia", quel sistema di pensiero avente una visione collettiva del mondo, che costituisce una forma globale di conoscenza, comune a molti popoli africani. Comprende la mitologia, i proverbi, la saggezza popolare e tutto ciò che concerne una filosofia popolare.
Peraltro, l'etnofilosofia è, in Occidente una branca dell'etnologia, che si occupa della filosofia dei popoli primitivi. 
Odera Oruka ha definito "filosofia della saggezza" (Sagacity Philosophy), il modello di pensiero imperniato sulla saggezza della tradizione popolare. 
Un'altra corrente filosofica diffusa nel continente è quella "ideologica-nazionalista", che si fonda su un socialismo africano, sul panafricanismo e sulla "negritude", studia i concetti di verità, di libertà e persegue un ritorno alla genuina tradizione africana. Si tratta, fondamentalmente, di una filosofia socio-politica.
Dismas Masolo ha rilevato tre grandi influenze europee nella sviluppo della filosofia contemporanea africana: innanzitutto lo strutturalismo e la fenomenologia penetrate nel continente soprattutto grazie agli autori francofoni, di cui si risente l'eco nelle opere di Alexis Kagame e di Fabien Eboussi Boulaga; poi il razionalismo di derivazione anglosassone, che caratterizza le opere di Odera Oruka; infine il marxismo ed il pragmatismo affioranti negli scritti di Kwasi Wiredu.